# Chi Quỳnh
Chi Quỳnh (danh pháp khoa học: Epiphyllum), là một chi thực vật gồm khoảng 19 loài thuộc họ Xương rồng (Cactaceae), có nguồn gốc từ Trung Mỹ. Tên gọi chung của chúng trong tiếng Việt là quỳnh, hoa được gọi là hoa quỳnh. Các loài quỳnh thường là hoa dại hoặc được trồng để làm cảnh và hoa nở về đêm nên được mệnh danh là nữ hoàng của bóng đêm. Thân và lá một số loài quỳnh cũng được thêm vào trong một số dạng của loại đồ uống gây ảo giác ở khu vực rừng mưa Amazon là ayahuasca.

## Phân bố
Các loài trong chi quỳnh có thể thấy ở Trung Mỹ, Nam Mỹ, phần lớn Châu Á cũng như được trồng ở những vùng khí hậu tương đối ấm áp của Mỹ và Châu Âu. Trong tự nhiên, quỳnh mọc bám vào thân cây khác trong những khu rừng nhiệt đới nhưng không phải sống ký sinh mà chỉ sống dựa vào chất đất mùn bám trên vỏ cây. Quỳnh có thể mọc ở độ cao tới 2000m.

## Mô tả
Thân cây thuộc dạng bụi, rộng và dẹp, rộng 1–5 cm, dày 3–5 mm, thường với các rìa tạo thùy. Hoa lớn, đường kính 8–16 cm, có màu từ trắng tới đỏ, nhiều cánh hoa.
Quả ăn được, tương tự như quả thanh long từ các loài trong các chi có họ hàng gần như Hylocereus, mặc dù quả của nó không to như vậy mà chỉ dài khoảng 3–4 cm.

## Một số loài thường thấy
Hoa cỡ nhỏ, đường kính từ 3-5 inch:
- Epiphyllum caudatum: hoa màu trắng bên ngoài màu xanh ngọc, hương nhẹ.
- Epiphillum pumilum: không hương nhưng hoa đẹp.

Hoa cỡ trung bình, đường kính từ 5-7 inch:
- Epiphyllum aguliger: hoa trắng, bên ngoài có màu vàng, còn có tên riêng là Darahii.
- Epiphyllum cartagense: hoa trắng, bên ngoài có màu hồng pha vàng.

Hoa cỡ lớn, đường kính 7-9 inch: 
- Epiphyllum guatemalese: hoa trắng, nhị như màng nhện vàng, hương nhẹ.
- Epiphyllum hookeri (E. strictum): hoa đẹp nhưng hương nồng.

Có một loài quỳnh hoa rất lớn, đường kính hơn 9 inch là Epiphyllum thomasianum, hoa trắng, có ánh đỏ, giống như cái chuông, hương thơm nhẹ. Hiện nay, việc lai tạo đã cho ra đời rất nhiều loại quỳnh lai (hybrid) có màu sắc rất phong phú, hoa có thể nở được trong 2-3 ngày. Theo "Hội Hoa quỳnh Hoa Kỳ", có trụ sở tại Monrovia (gần Los Angeles), thì hiện có khoảng hơn 10.000 loại quỳnh lai được đăng ký bản quyền và có tên gọi riêng. Quỳnh lai thường có tên gọi là Epiphyllum ghép với một từ khác không có gốc Latinh như Epiphyllum saigon, Epiphyllum madonna,...
Ở Việt Nam, có thể thấy một số loài quỳnh sau:

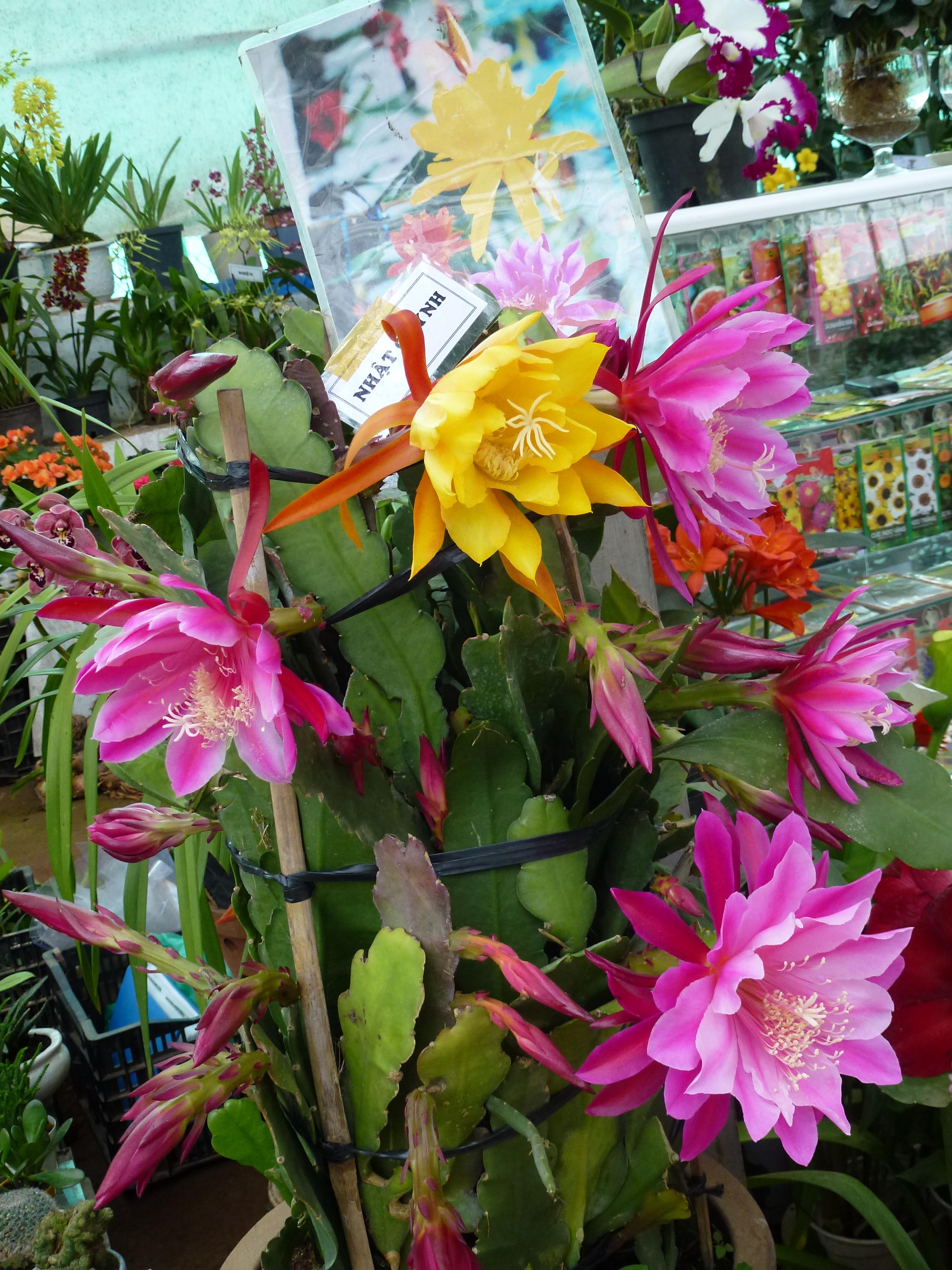
Hoa nhật quỳnh tại Đà Lạt

- Quỳnh trắng (Epiphyllum oxypetalum) là một loài quỳnh được nhiều người biết đến. Hoa quỳnh trắng này còn có tên gọi khác, xuất phát từ chữ Hán là đàm hoa nhất hiện (昙花一现) nghĩa là hoa chỉ nở thoáng qua. Hoa có dạng hình giống kèn Trumpet, cuống phủ một màu đỏ cam, với những chiếc gai nhỏ, ngắn. Quỳnh trắng thường nở vào khoảng tháng 6, tháng 7 và chỉ nở duy nhất một đêm, từ 3-4 tháng sau có thể ra hoa một đợt nữa. Cánh hoa mỏng, mềm mại, bề mặt như phủ sáp trong sắc trắng với nhị vàng và hương thơm nhẹ nhàng. Khi hoa nở, cánh từ từ hé mở cho đến khi đạt kích thước tối đa (đường kính khoảng 10–20 cm), rồi cụp dần và tàn đi nhanh chóng (trong khoảng 1-2 giờ).
- Quỳnh đỏ (Epiphyllum ackermannii), cây nhỏ hơn Quỳnh trắng, hoa màu đỏ hoặc đỏ pha da cam, hoa cũng nhỏ hơn và không nhiều cánh bằng Quỳnh trắng.
- Ngoài ra còn có một số loài quỳnh được lai tạo, hoa màu hồng, da cam, tím, vàng...với kích thước hoa rất khác nhau. Ở Đà Lạt, sau 5 năm công phu lai ghép giữa quỳnh với thanh long và dùng đèn điện thắp sáng, năm 2004, ông Mười Lới, một người trồng hoa đã tạo ra được loài quỳnh hoa nở ban ngày, gọi là nhật quỳnh. Hiện nhật quỳnh đã phát triển thêm được nhiều loại có màu sắc phong phú.

## Các loài
Tính đến  tháng 5 năm 2020, Plants of the World Online chấp nhận 10 loài:
| Hình | Tên khoa học                                        | Phân bổ                                          |
| ---- | --------------------------------------------------- | ------------------------------------------------ |
|      | Epiphyllum baueri Dorsch                            | Colombia, Panama                                 |
|      | Epiphyllum cartagense (F.A.C.Weber) Britton & Rose  | Costa Rica, Panama                               |
|      | Epiphyllum chrysocardium Alexander                  | Mexico                                           |
|      | Epiphyllum grandilobum (F.A.C.Weber) Britton & Rose | Costa Rica, Nicaragua, Panama                    |
|      | Epiphyllum hookeri Haw.                             | Mexico, Trung Mỹ, Venezuela; du nhập đến Florida |
|      | Epiphyllum laui Kimnach                             | Mexico                                           |
|      | Epiphyllum oxypetalum (DC.) Haw.                    | Belize, Honduras, El Salvador, Mexico            |
|      | Epiphyllum phyllanthus (L.) Haw.                    | Mexico đến Venezuela rồi đến phía nam Argentina  |
|      | Epiphyllum pumilum Britton & Rose                   | Guatemala, Mexico                                |
|      | Epiphyllum thomasianum (K.Schum.) Britton & Rose    | Costa Rica, Ecuador, Guatemala, Nicaragua        |

### Trước đây được xếp vào chi này
- Disocactus crenatus (Lindl.) M.Á.Cruz & S.Arias (đồng nghĩa Epiphyllum crenatum (Lindl.) G.Don)
- Disocactus lepidocarpus (F.A.C.Weber) M.Á.Cruz & S.Arias (đồng nghĩa Epiphyllum lepidocarpum (F.A.C.Weber) Britton & Rose)
- Disocactus phyllanthoides (DC.) Barthlott (đồng nghĩa E. phyllanthoides (DC.) Sweet[2])

## Trồng quỳnh
Quỳnh nguyên thủy sống trong bóng râm ở sa mạc hoặc tán lá của rừng nhiệt đới nên cây quỳnh tương đối dễ trồng, có thể trồng bằng cách cắm cành, có mái che mưa nắng, sương gió và khí lạnh với đất xốp và thoát nước là cây phát triển được. Quỳnh sống được rất lâu trong môi trường tự nhiên và chịu khô hạn tốt nhưng không chịu được úng, ngay cả khi không được chăm sóc, quỳnh vẫn sống nhưng không ra hoa. Do đó, quỳnh cần được chăm bón thường xuyên để cho hoa và có tuổi thọ lâu dài. Cây quỳnh thường trồng ở chỗ có nhiều nắng chiếu vào nhưng tránh ánh nắng trực tiếp, mô phỏng môi trường sống tự nhiên của nó. Cây quỳnh không cần phân bón, nhưng cũng có thể tưới loại phân bón " Peters 20-20-20", "Miracle Gro", hoặc "Super Bloom" mỗi tháng một cốc nhỏ từ tháng 4 đến tháng 9, không nên dùng những loại phân bón có nồng độ nitơ cao. Lý do mà quỳnh không nở hoa chủ yếu là thiếu ánh nắng hoặc chưa đủ tuổi (thường phải từ 5 tuổi trở lên, quỳnh mới cho hoa nở rộ).

## Hoa quỳnh trong văn hóa

### Sự tích hoa quỳnh
Theo truyền thuyết, thời nhà Tùy, Tùy Dạng Đế hôn quân vô đạo, trác táng, xa hoa, phung phí, đêm nọ nằm mơ thấy một cây trổ hoa đẹp. Đúng lúc đó, ở chùa Dương Ly thành Dương Châu đang đêm bỗng có ánh sáng như sao sa và hương thơm sực nức lạ lùng khiến dân chúng đổ xô đến xem. Cạnh giếng nước trong sân chùa mọc lên một cây lạ, nở một đóa hoa ngũ sắc với 18 cánh to ở trên, 24 cánh nhỏ ở dưới, hương ngào ngạt bay tỏa khắp nơi nơi. Dân chúng đặt tên là hoa Quỳnh. Thấy trùng với điềm báo mộng, vua yết bảng bố cáo: "Ai vẽ được loại hoa Quỳnh đem dâng lên, sẽ được trọng thưởng". Khi một họa sĩ dâng lên bức tranh vẽ đóa hoa vô cùng đẹp, vua liền quyết định tuần du để thưởng ngoạn hoa Quỳnh. Tùy Dạng Đế ra lệnh khai Đại Vận Hà từ Lạc Dương đến Dương Châu và cùng đoàn tùy tùng trang bị vô cùng xa xỉ lên đường. Trong số quan quân hộ giá, có cha con Lý Uyên và Lý Thế Dân. Qua thời gian hơn 90 ngày, đoàn tuần du đến đất Dương Châu. Thuyền vừa cặp bến, Lý Thế Dân cùng bằng hữu rủ nhau lén đi xem hoa ngay trong đêm, sợ sáng hôm sau khó chen chân lọt vào vườn hoa. Lý Thế Dân là người có chân mạng đế vương (về sau trở thành vua Đường Thái Tông) nên hoa nhún mình 3 lần nghinh đón. Cánh hoa trắng như ngọc, nhụy điểm xuyết màu vàng, hương tỏa ngọt ngào dưới ánh trăng. Lý Thế Dân vừa xem xong, một cơn mưa to đổ xuống khiến hoa rụng hết. Sáng hôm sau, Tùy Dạng Đế xa giá đến xem hoa, chỉ còn thấy cánh hoa úa rũ, tan tác. Vua tức giận, tiếc công đi nghìn dặm không được xem hoa, ra lệnh nhổ bỏ, vứt đi. Từ đó hoa Quỳnh chỉ nở trong một thoáng về đêm.

### Quỳnh trong đời sống
Từ đặc tính của loài hoa này, ở Việt Nam, hoa quỳnh tượng trưng cho:
- Những gì đẹp đẽ nhưng ngắn ngủi.
- Sự khiêm nhường, thủy chung, sang trọng pha chút huyền bí.
- Vẻ đẹp e ấp, dịu dàng, thanh khiết của người thiếu nữ.

Khi trồng quỳnh, người Việt Nam thường trồng cùng với cây cành dao (thuộc họ Thầu dầu, danh pháp khoa học: Euphorbia tirucalli, còn có tên khác là xương khô, san hô xanh, thập nhị), lá của nó đã thoái hóa nên rất nhỏ và rụng ngay khi vừa mọc. Quỳnh trông như chỉ có lá và trĩu xuống như cần nâng đỡ; giao lại chỉ có cành nên hai loài cây khi đứng bên nhau như là sự bổ sung, hòa hợp âm dương và cây quỳnh cành giao trở thành một biểu tượng của tình yêu đẹp. Nhiều người còn tin rằng khi trồng bên cạnh cành giao, quỳnh sẽ cho hoa nở rộ, đẹp hơn và hương thơm nồng nàn hơn. Tuy nhiên ngày nay truyền thống "bất thành văn" này không còn được nhiều người chú ý, không phải ai khi trồng quỳnh cũng có dụng ý trồng dao bên cạnh, giao không quỳnh, "giao có còn chi là giao nữa, quỳnh không giao quỳnh khoe sắc chỉ một bóng đơn thuần".

### Văn chương
- Truyện Kiều (Nguyễn Du):

Hài văn lần bước dặm xanh
Một vùng như thể cây quỳnh cành dao.

Khi chén rượu, lúc cuộc cờ
Khi xem hoa nở, khi chờ trăng lên
- Bài thơ Hoa Quỳnh (Lâm Thị Mỹ Dạ):

Đời của hoa thơm ngát
Con ong nào biết đâu
Hoa nở trong lặng lẽ
Âm thầm vào đêm sâu

E ấp mà kiêu hãnh
Hoa nghiêng trong trăng sao
Như đàn thiên nga nhỏ
Sắp bay lên trời cao.
- Bài hát Quỳnh Hương (Trịnh Công Sơn):

Đêm này đêm
Buồn bã với những môi hôn
Trong vườn trăng
Vừa khép những đóa mong manh

## Thư viện ảnh

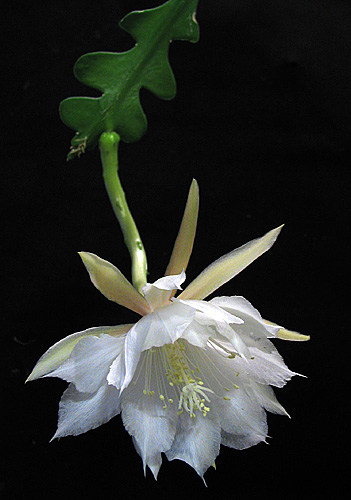
Epiphyllum anguliger
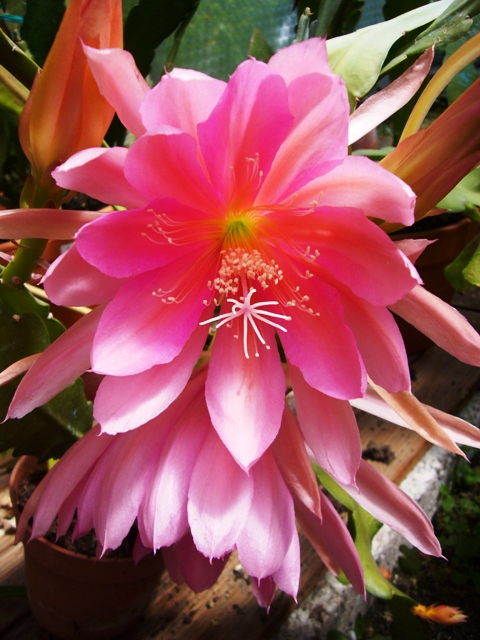
Quỳnh lai Anton Gunther
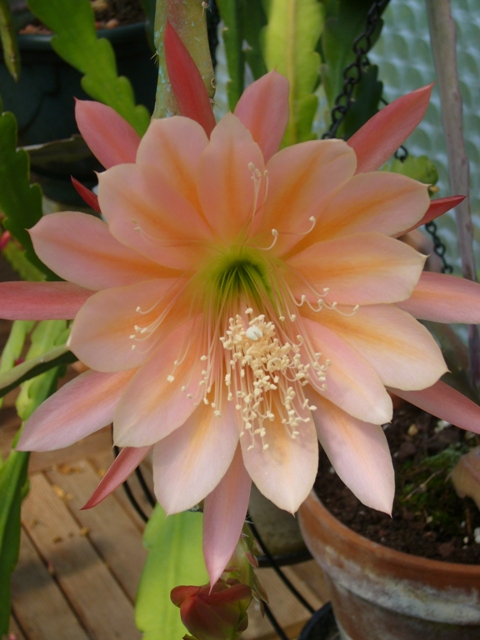
Quỳnh lai Vua Midas
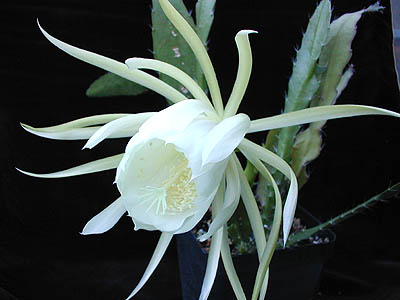
Epiphyllum crenatum - kimachii
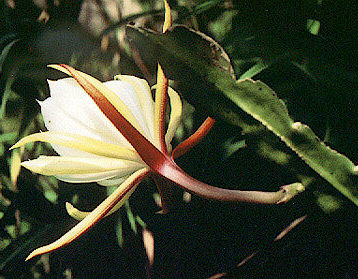
Epiphyllum laui
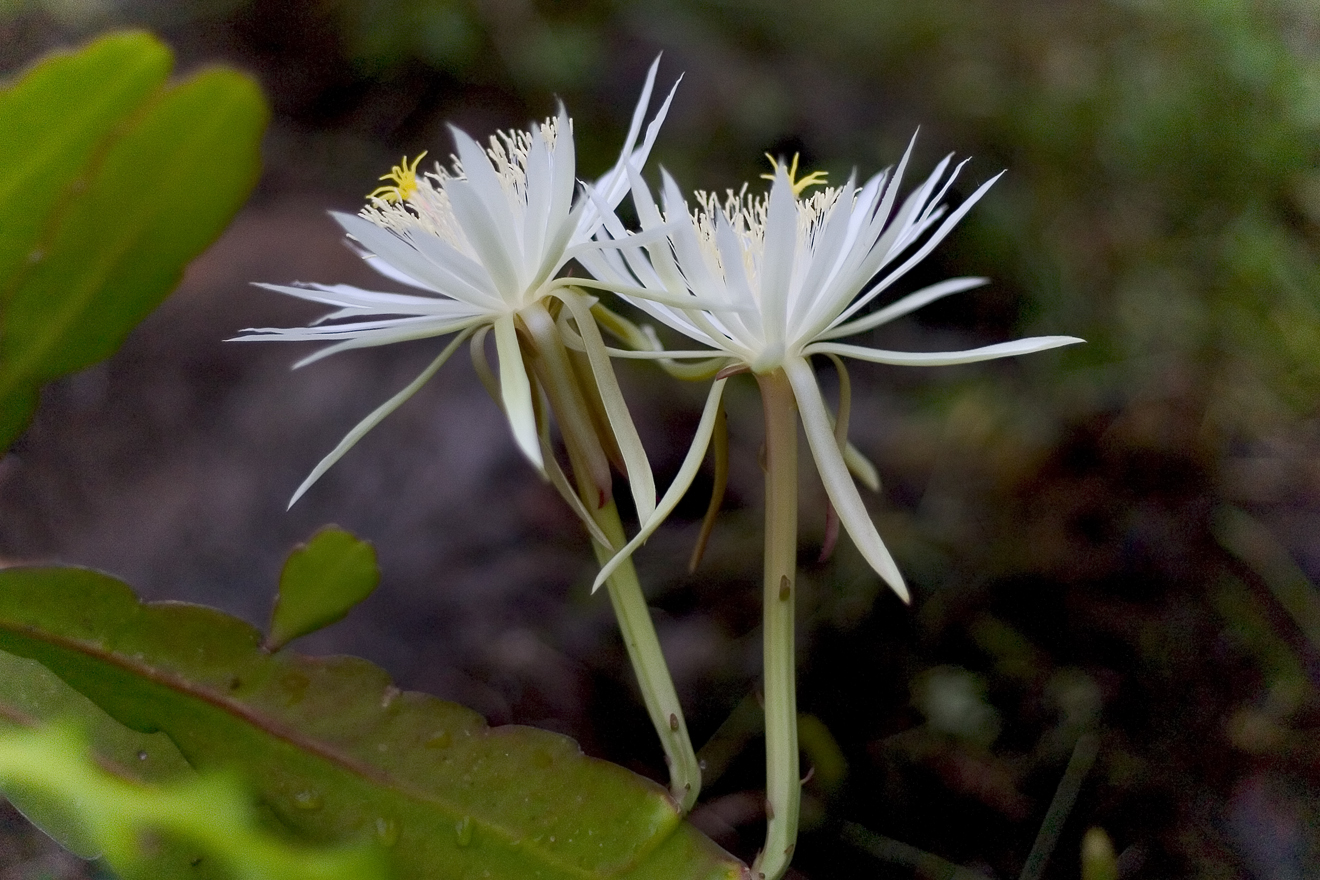
Epiphyllum hookeri
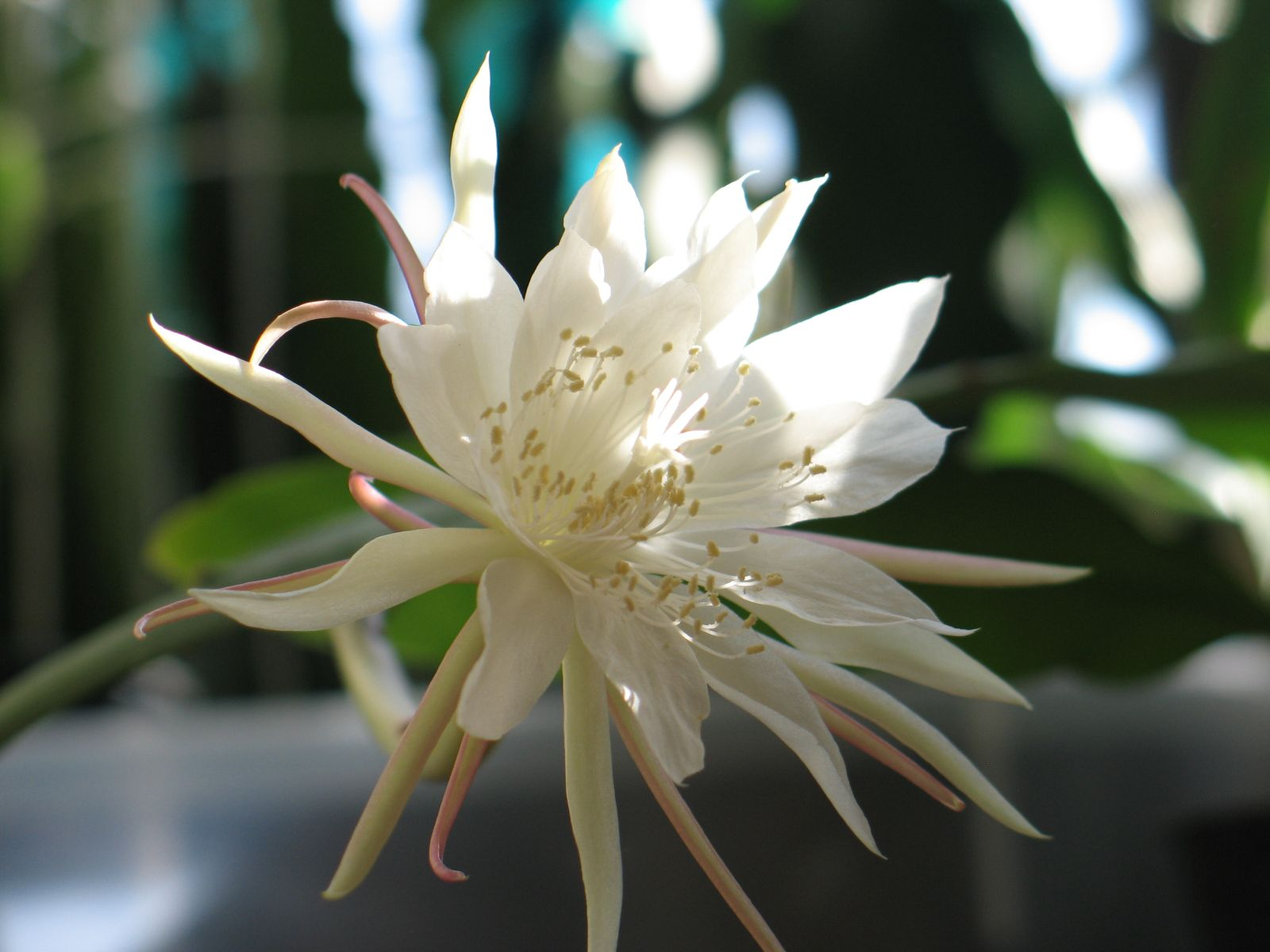
Epiphyllum pumilum
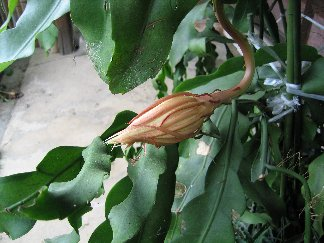
Một nụ Quỳnh trắng sắp nở.
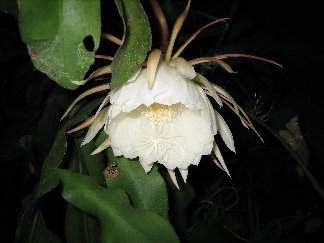
Quỳnh trắng đang nở.
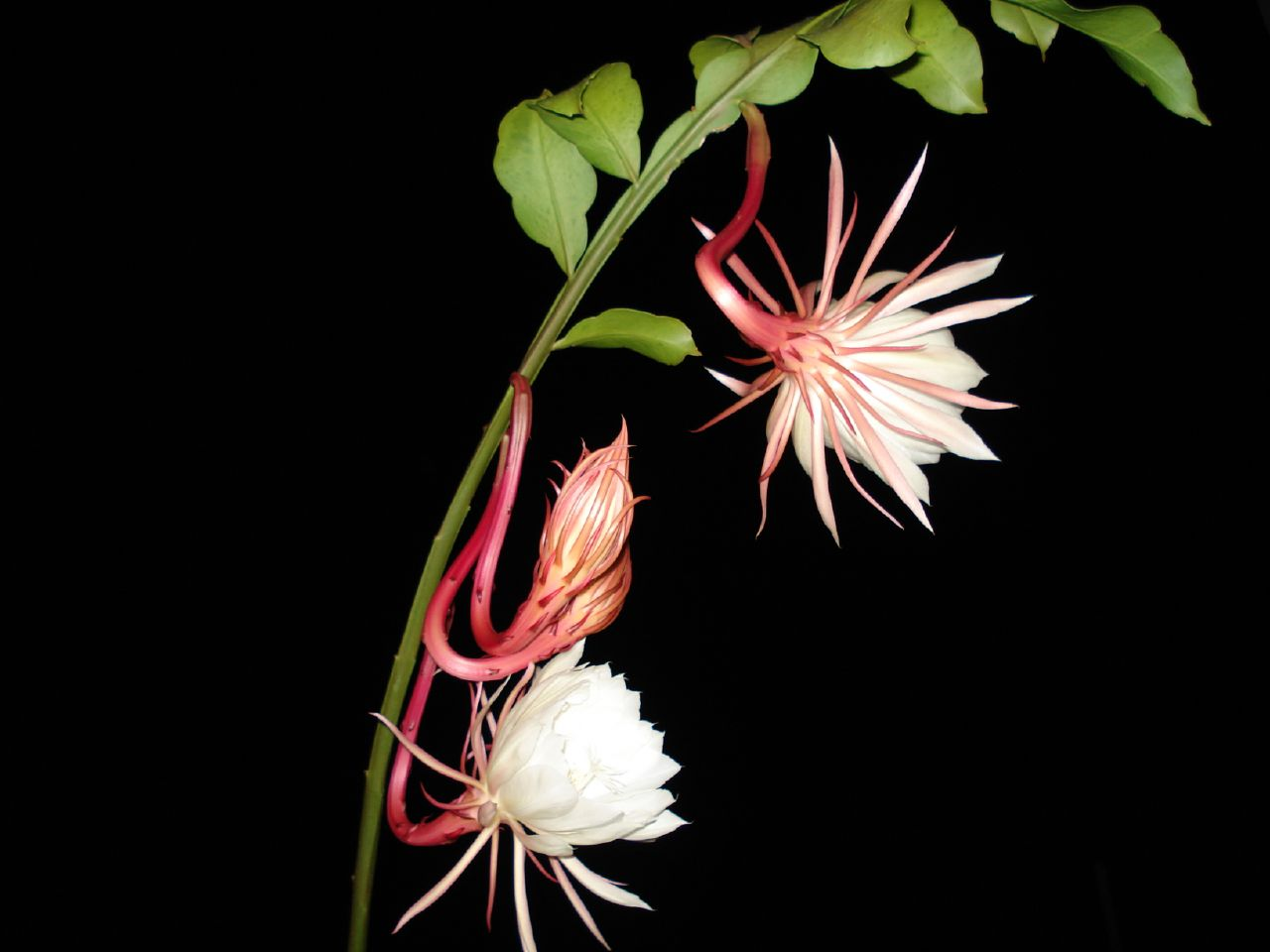
Quỳnh trắng nở rộ.